# Écozone néotropicale : plantes à graines par nom scientifique (G)
à compléter par ordre alphabétique

## Ge

### Geo
- Geohintonia - fam. Cactacées (Cactus)
  - Geohintonia mexicana

## Gy

### Gym
- Gymnocalycium - fam. Cactacées (Cactus)
  - Gymnocalycium alboareolatum
  - Gymnocalycium andreae
  - Gymnocalycium anisitsii
  - Gymnocalycium baldianum
  - Gymnocalycium bicolor
  - Gymnocalycium bodenbenderianum
  - Gymnocalycium bruchii
  - Gymnocalycium buenekeri
  - Gymnocalycium calochlorum
  - Gymnocalycium capillaense
  - Gymnocalycium cardenasianum
  - Gymnocalycium castellanosii
  - Gymnocalycium chiquitanum
  - Gymnocalycium deeszianum
  - Gymnocalycium denudatum
  - Gymnocalycium denudatum
  - Gymnocalycium fleischerianum
  - Gymnocalycium gibbosum
  - Gymnocalycium gibbosum
  - Gymnocalycium horstii
  - Gymnocalycium hossei
  - Gymnocalycium hybopleurum
  - Gymnocalycium leeanum
  - Gymnocalycium leptanthum
  - Gymnocalycium marsoneri
  - Gymnocalycium mesopotamicum
  - Gymnocalycium mihanovichii
  - Gymnocalycium monvillei
  - Gymnocalycium mostii
  - Gymnocalycium nigriareolatum
  - Gymnocalycium oenanthemum
  - Gymnocalycium paediophilum
  - Gymnocalycium paraguayense
  - Gymnocalycium pflanzii
  - Gymnocalycium pflanzii
  - Gymnocalycium quehlianum
  - Gymnocalycium ragonesei
  - Gymnocalycium saglionis
  - Gymnocalycium saglionis
  - Gymnocalycium schickendantzii
  - Gymnocalycium schroederianum
  - Gymnocalycium spegazzinii
  - Gymnocalycium tillianum
  - Gymnocalycium uruguayense